# Џез (Трансформерси)
Џез (Jazz) је лик из популарне цртане серије Трансформерс, заснованој на популарној линији играчака које су произвели Такара и Хасбро.

## Генерација 1
Џез је врло кул, врло модеран, врло способан члан аутоботског тима. Његов алтернативини облик је Мартини Порше 935 Турбо. Он често преузима најопасније задатке и десна је рука Оптимуса Прајма. Џез остаје један од најпопуларнијих и најбоље упамћених ликова из оригиналне серије. Због проблема са рекламирањем имена Џез, нека каснија издања Џеза су звана Аутобот Џез. Његово јапанско име је Мејстер (Meister).
Играчка која је постала Џез је првобитно издана као део јапанске Дајаклон серије. 1984. Хасбро га је издао у САД. Издан је и као Претендер 1989. и као Action Master 1990. Џезова играчка је поново издана у Јапану у минијатурној верзији.
Џез гаји велику љубав према земаљској култури, што му је омогућило да се боље интегрише са људима него већина Трансформерса. Он је обожавалац рок и џез музике. Након усвајања разних облика културе, Џез је почео да говори сленгом из касних седамдесетих и раних осадесетих. Џезова опседнутост културом одвалачила му је пажњу док је на задатку. Описан је као Аутобот изузетних вештина и смелости и неко ко би увек покушавао да уради нешто са стилом радије него на лакши начин. Његови звучници од 180 децибела могу да изазову дезоријентишући звук и лајт-шоу. У телевизијској серији је такође показао способност да испаљује уже на навијање и да испаљује енергонску мрежу из своје руке.

### Анимирана серија (1984)
Џез је био међу Аутоботима који су пратили Оптимуса Прајма током Арковог путовања. На путовању их је пресрео Мегатронов брод Немезис. Након десептиконског упада на Арк, брод се срушио на Земљу, а сви Трансформерси који су били на броду су остали да леже непокретни наредних четири милиона година.
Године 1984, вулканска ерупција је пробудила Арков рачунар, Телетран 1 и он је поправио све Трансформерсе. Телетран 1 је преобразио Џеза у облик земаљских кола.
Џез је у епизоди Attack of the Autobots избегао да буде промењен и да пређе на страну Десептикона и играо је кључну улогу у враћању осталих Аутобота на страну добра. Касније је у истој епизоди уз помоћ својих џиновских звучника разнео ракету која је носила украдени соларни сателит на Сајбертрон заједно са Десептиконима.
На крају 1985, Џез је био у тиму од пет Аутобота који су прерушили себе у Стантиконе. Пробивши се у десептиконски камп, Аутоботи су упали у невољу када су прави Стантикони стигли и покушали да докажу свој идентитет спојивши се у Менасора. Уз комбинацију Виндчарџерових магнетних моћи и Миражових могућности стварања илузија, и Аутоботи су успели да се прикажу као Менасор, али је превара ускоро откривена, иако су они још увек могли да осујете планове Десептикона.
У филму Трансформерс, смештеном у 2005 годину, Џез је одређен да буде на месечевој бази 1 заједно са Клифџампером. Он је био одговоран за надгледање десептиконских активности на Сајбертрону. Након инвазије Града Аутобота на Земљи, Месечеву базу један је напао Уникрон, огромна механичка планета која је гутала друге планете. Џезов позив у помоћ је примио Бластер који пренео вест Ултра Магнусу. Џез и Клифџампер су покушали да побегну, али шатл није могао да постигне довољну брзину за бег и Уникрон га је прогутао.
Током напада на Уникрон које су предводили Хот Род и Ултра Магнус, Спајков син, Данијел, је наишао на казан за топљење унутар Уникрона где би трансформерсолика бића била бачена да се истопе у течној супстанци. Данијел је успео да спаси Џеза, Клифџампера, Бамблбија и Спајка пре него што су упали у казан. Џез и остали су побегли из Уникрона пре него што је џиновски Трансформерс екплодирао због деловања Матрикса вођства.
Џез је такође виђен у трци у првој епизоди треће сезоне Five Faces of Darkness која се директно настављала на филм. Ипак, у периоду између филма и почетка треће сезоне, глумац Скетман Кротерс је преминуо, тако да је Џезов лик напуштен.

### Марвелови стрипови
Џез се појавикао као Класични Претендер, заједно са Гримлоком, Бамблбијем и Старскримом. Онда је поново издан као Класични Трансформерс 1990.
Џез је био међу уједињеним Аутоботским и Десептиконским снагама које су се супротставили Уникроновом нападу на планету Сајбертрон 1991. (Трансформерс #75)

### Дримвејвови стрипови
Године 2002, Џез се вратио са својим друговима Аутоботима када је Дримвејв добио лиценцу за стрипове о Трансформесима и започео је потпуно нов континуитет.
Када је избио грађански рат на Сајбертрону између Аутобота и Десептикона, Џез се придружио Аутоботима. Нако што је Мегатрон убио вођу Аутобота Сентинела Прајма, новог вођу Аутобота је изабрало Веће стараца. Џез је био присутан када је Оптрониксу дат Матрик и када је преображен у Оптимуса Прајма. Тројица десептиконских убица су покушали да убију Оптимуса, али су били неуспешни. Оптимус је онда наредио евакуацију Сајбертрона. Када је десептиконски командант Шоквејв предводио одсред против Аутоботске престонице Ајакона, Џез је био међу Аутоботима који су бранили престоницу.
Када су Мегатрон и Оптимус Прајм нестали у несрећи са свемирским мостом, Аутоботи и Десептикони су се поделили у мање групе. Џез је остао са Аутоботима под вођством Праула.
Сазнавши да Десептикони тестирају нову мобилну команду базу, Праул је предводио Клифџампера, Гирса, Џеза, Скидса и Сајдсвајпа да истраже. Оно што су открили је био Триптикон.
Када су Фален напао аутоботску базу у циљу да ухвати Блицвинга, Џез је био међу онима који су покушали да га зауставе.
Џез је био међу оним Аутоботима који су пратили Оптимуса Прајма на Арковој мисији. На путовању их је пресрео Мегатронов брод Немезис. Након Десептиконског упада на Арк, брод се срушио на Земљу, а сви који су били на броду су остали да леже непокретни наредних четири милиона година.
Године 1984, вулканска ерупција је пробудила Арков рачунар, Телетран 1 и он је поправио све Трансформерсе. Телетран 1 је преобразио Џеза у облик земаљских кола.
На крају су уједињене снаге Аутобота на Земљи и њихових људских савезника су успели да заробе Десептиконе. Брод Арк II је направљен да одведе Сајбертронце назад на Сајбертрон, заједно са пар људских савезника, али је брод експлодирао кратко након полетања. Људи су погинулим, а Сајбертронци су се изгубили у океану, опет оставши да леже у стању мировања.
На залеђеном Арктику, човек по имени Лазарус је почео оживљавање изгубљених Трансформерса након што је њихов шатл уништен у ономе што је означено Трагедија Арка II. Лазарус је планирао да контролише ове џиновске металне ратнике и продаје њихове услуге у рату ономе ко највише понуди. Америчка влада је повратила Оптимуса Прајма и искористила га да спаси неколико Трансформерса, укључујући и Џеза, из њиховог арктичког затвора. Након што су повратили своје пријатеља од Лазаруса, Џез је предводио групу Аутобота да спрече ширење Мегатроновог смртоносног вируса у канадским Северозападним територијама.
Како су Аутоботи и Десептикони наставили рат на Земљи, сигнал из капсуле за бекство је одвукао њихов сукоб на Арктик. Капсула је саржала одметнутог Десептикона Скурџа. Битка између Аутобота и Десептикона је трајала довољно дуго да сазнају да је нови сајбетронски командант Шоквејв стигао да би гонио Скурџа и ухватио Оптимуса Прајма и Мегатрона.
Када је Ултра Магнус дошао на Земљу трврдећи да су земаљски Аутоботи били криминалци на Сајбертрону, Оптимус Прајм се предао и са већином Аутобота се вратио на Сајбертрон. Џез је постављен за заповедника Арка и остао је на Земљи заједно са Броном, Речетом, Сајдсвајпом, Сантрикером, Вилџеком и Виндчарџером.
Вративши се на Земљу са Комбатиконима, Старскрим их је преобразио у земаљска возила и напао је преостале Аутоботе на Земљи. Формиравши Брутикуса, Комбатикони су поразили Џеза, Сајдсвајпа, Санстрикера, Вилџека и Виндчарџера. Само су Речет и Брон успели да избегну заробљавање, али вративши се у Арк, открили су да је укључена аутоматска одбрана и морали су да се пробију унутра. Брутикус их је пратио и Речет је уништио Арк у неуспелом покушају да се заустави Брутикус. Старскрим је на крају заробио Речета и Брона, тачно у тренутку када су аутоботски шатл и Сансторм стигли на Земљу. Џеза, Сајдсвајпа и Санстрикера је оправила Земаљска одбрамбена команда.
Џез је командовао Санстикеру, Сајдсајпу и Бамперу у испитивању Инсектикона за Земаљску одбрамбену команду.
Џезу, Ворпату, Бамперу, Сајдсвајпу и Санстрикеру су се придружили Виндчарџер и Вилџек, које је оправила Земаљска одбрамбена команда. На Аљасци, Џез и остали Трансформерси су се придружили Прауловом тиму који се вратио са Сајбертрона. Показано им је место изградње за нови Град Аутобота. Џез, Грепл, Хојст, Омега Суприм, Праул, Ред Алерт, Сајдсвајп и Санстрикер су били међу Аутоботима који су наставили рад на Граду Аутобота.

## Генерација 2 (1993)
Џез је био један од Аутобота који је издан у Генерацији 2, префарбан и са промењеним оружјем.

## Трансформерс: Универзум
Спајченџер из Трансформерса: Универзум 2004. је другачија обојена верзија Спајченџера Сајдбурна из Трансформерса: Роботи-аутомобили да би подсећала на Џеза из Генерације 1.

## Биналтек/Алтенатор (2004)
Џез је издан као Биналтек/Алтенатор играчка 2004. Издан је у и у белој и у црвеној боји, док обожаваоци црвену верзију зову Зум-зум.
Џез има нови алтернативни облик, Мазду Ер-Икс-8.
У почетку издан у малим количинама 2004, Џез је поново издан 2006. у новом паковању.